# 兰馥

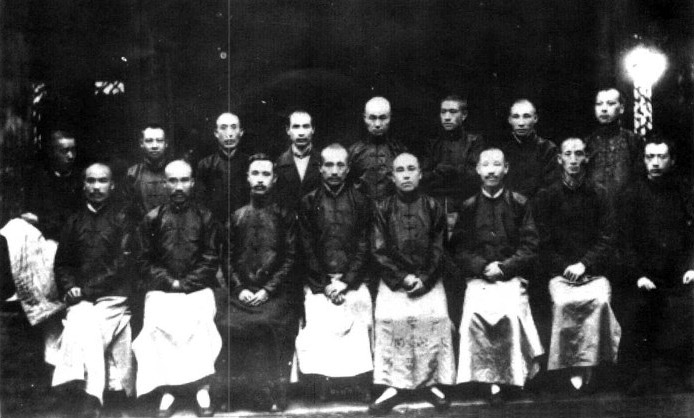
1918年，靖国军部分军官合影于四川泸州，前排左一金汉鼎、左二朱德、左三杨蓁、左四范石生、左六刘介眉、左七兰馥。

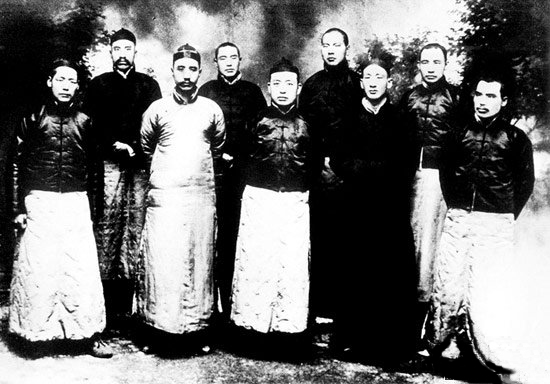
1919年春，朱德（后排左一）在四川泸州自流井寓所宴请赵遂生（前排左一）、杨希闵（前排左二）、兰馥（前排左四）、金汉鼎（前排左五）、杨如轩（后排左三）、唐沸川（后排左四）等八位同事之后的合影。

兰馥（1885年6月26日—1964年9月16日）字子芬，云南保山人。中华民国滇军将领。

## 生平
兰馥家世代居住在保山清阳村。清朝末年，为避保山的回汉纠纷，兰家迁居金鸡村。兰馥生于一个小手工业者家庭。自幼被送至私塾先生廖鹤鸣门下。廖鹤鸣在光绪年间曾任内阁中书，后隐居金鸡村。因家贫，兰馥上完私塾之后，无法升学，暂在村附近的一家山村小学任教。
1908年，兰馥自保山来到昆明，考入云南省高等师范学校。在校期间，兰馥和一些同学常集会议论时政，遭开除学籍。1909年，兰馥考入云南陆军讲武堂丙班，与朱德成为同班同学，并结拜为兄弟。
1911年，兰馥自云南陆军讲武堂毕业，赴大理的一个步兵团任职，后到腾冲独立大队任排长。不久，赴昆明参加重九起义。当时，朱德任滇军第一师二旅步兵二团一营营长，兰馥在该营任上尉连长。1913年，兰馥升任步兵五团第二营营长，不久调任师部少校参谋。1915年，任中校团长，驻曲靖，当时朱德任团长，驻临安。
1915年12月，袁世凯称帝，云南省宣布独立，开始护国战争，朱德、兰馥两个团被编入护国军第一军总司令蔡锷所部。二人率部赴四川，同曹锟部战斗，取得胜利。
不久，滇军组织护法靖国军入四川，讨伐支持段祺瑞的刘存厚。当时，朱德已升任少将旅长，兰馥在朱德手下任少将团长。兰馥率部击溃了刘存厚部的刘湘。1919年，护法靖国战争结束，朱德邀参战的同事及部下在自流井的临时寓所聚餐，餐毕一同合影留念，留影者有9位将领，分别为朱德、兰馥、杨希闵、金汉鼎、赵遂生、唐沸川、杨如轩、杨池生等。拍摄结束后，朱德赋诗：“百战余生者，群才可撑天；从征凭两两，大将剩三三。”（“两两”指滇军两个军两次入四川。“三三”指合影的9位将领。后称为“护国九将”）
1920年冬，护法靖国军回到云南休整。兰馥被滇军总司令兼云南省长顾品珍任命为蒙自县县长。后调任云南省参议、迤南宣威仪司参谋长等职。1928年，兰馥调任龙陵县县长，任职4个月左右。后来兰馥辞职回家闲居。
1938年至1942年，朱德多次致信兰馥，邀其共同抗日，兰馥因病未能成行。1942年，日军侵入滇西，攻占腾冲、龙陵，随后准备进攻保山、昆明。国军准备放弃怒江，退守澜沧江。这时，云贵监察使李根源到达保山，会同第十一集团军总司令宋希濂等高级将领，在兰馥家附近的金鸡小学开军事会议。应李根源之邀，兰馥与会，并在会上坚持应防守怒江。后来当局采纳了其主张。
1964年9月16日（农历八月十一日），兰馥在保山的家中逝世，享年79岁。